# Peter Hughes (homme politique)
Peter Hughes (1878-24 juin 1954) est un homme politique irlandais.

## Biographie
Patron de Pub et agriculteur, il est membre du conseil du comté de Louth et du conseil du district urbain de Dundalk. Il est élu pour la première fois au Dáil Éireann aux élections générales de 1921 en tant que député Sinn Féin pour la circonscription de Louth – Meath.
Partisan du traité anglo-irlandais de 1921, il rejoint plus tard Cumann na nGaedheal. Il est nommé au Cabinet en 1924 et est ministre de la Défense jusqu'en 1927. Bien qu'il soit membre du gouvernement, il perd son siège au Dáil aux élections générales de juin 1927 et n'est pas élu aux deux élections générales suivantes.
Il décède le 24 juin 1954, à Mount Street, Dundalk, à l'âge de 75 ans. Il épouse Lily McKevitt, avec qui il a deux fils et deux filles.